# Cosas imposibles
Cosas imposiblesés una pel·lícula mexicana que es va estrenar el 18 de juny de 2021. Dirigida per Ernesto Contreras i protagonitzada per Nora Velázquez i Benny Emmanuel. El guió, de Fanie Soto, va obtenir el primer lloc en el 13 Concurs Nacional de Guions de Llargmetratge per a Autores i Adaptadores de Cinema de l'Associació Cultural Matilde Landeta.

## inopsi
És la història de Matilde, una dona vídua de 60 anys la memòria dels quals del seu espòs abusiu continua turmentant-la, i Miguel, un veí de 19 anys amb els seus propis problemes; i l'amistat que construeixen malgrat les diferències evidents que tenen.

## Rodatge
La pel·lícula està ambientada en una unitat residencial d'habitatge popular de la Ciutat de Mèxic. És la Unidad Aguamiel, un lloc a Iztacalco molt gran i ben cuidat, amb una pista al centre, arbres, i una església amb motius japonesos que té una pagoda de campanar.
El director va comentar en una entrevista per a la Gaceta UNAM que estava buscant un projecte que li donés al públic una visió més optimista de les relacions humanes:
| « | Tenia ganes de fer una pel·lícula lluminosa, més esperançadora i, sobretot, provar altres tons. Sí, la contenció estètica, però apostar a l'humor. Tenir aquestes pinzellades d'humor que trenquen amb el dramàtic, jugar amb una història que va d'una cosa molt fosca al lluminós i tornar al dramàtic; per a mi és un repte. Alguns dels meus pròxims projectes són més foscos, uns altres més lluminosos, esperançadors o pessimistes. Com a director, m'interessa assumir reptes, que cada pel·lícula sigui un viatge diferent. | » |

## repartiment
- Nora Velázquez com Matilde
- Benny Emmanuel com Miguel
- Salvador Garcini com Porfirio
- Luisa Huertas com Eugenia
- Gabriela Cartol
- Andrés Delgado
- Juan Carlos Medellín
- Ari Gallegos
- Pablo Marín
- Héctor Holten
- Verónica Toussaint.[6]

## Premis i nominacions
| Premi        | Categoria                   | Nominats                                                                | Resultat  |
| ------------ | --------------------------- | ----------------------------------------------------------------------- | --------- |
| Premis Ariel | Millor pel·lícula           | Ernesto Contreras                                                       | Nominat   |
| Premis Ariel | Millor direcció             | Ernesto Contreras                                                       | Nominat   |
| Premis Ariel | Millor actor                | Benny Emmanuel                                                          | Nominat   |
| Premis Ariel | Millor actriu               | Nora Velázquez                                                          | Nominat   |
| Premis Ariel | Millor fotografia           | César Gutiérrez Miranda AMC                                             | Nominat   |
| Premis Ariel | Millor música original      | Andrés Sánchez Maher, Gus Reyes                                         | Guanyador |
| Premis Ariel | Millor disseny d’art        | Diana Saade                                                             | Nominat   |
| Premis Ariel | Millor coactuació masculina | Andrés Delgado                                                          | Nominat   |
| Premis Ariel | Millor coactuació masculina | Salvador Garcini                                                        | Nominat   |
| Premis Ariel | Millor so                   | Misael Hernández, Enrique Greiner, Raymundo Ballesteros, Manuel Montaño | Nominat   |